# گزاز
گزاز یک روستا در ایران است که در دهستان خانندبیل غربی واقع شده‌است. گزاز ۳۵۷ نفر جمعیت دارد.